# Jen Ledger
Jennifer Carole "Jen" Ledger (n. 8 decembrie 1989) este o bateristă engleză, back vocalista formației Christian rock/hard rock Skillet. Jen Ledger a devenit membră a trupei Skillet la vârsta de 18 ani, atunci când fostul baterist al formației, Lori Peters, s-a retras.